# 是你 (梦然歌曲)
《是你》是由梦然作词、作曲并演唱的一首歌曲，该歌曲发行于2022年。	此後開始在一些音乐平台和短视频平台上流行。  